# Рікард Ольсен
Рікард Ольсен (дан. Richard Olsen, 31 жовтня 1911 — 13 лютого 1956) — данський академічний веслувальник.
Срібний призер Олімпійських Ігор 1936 року в складі розпашної двійки без стернового.
Чемпіон Європи 1930 (розпашні четвірки зі стерновим), 1933 (розпашні четвірки без стернового) років, срібний призер 1929 (розпашні четвірки зі стерновим), 1931 (розпашні четвірки зі стерновим), 1932 (розпашні четвірки зі стерновим), 1937 (розпашні двійки без стернового) років, бронзовий призер 1938 року в складі розпашної двійки без стернового.